# 梅吉河
梅吉河（Mechi River），又譯米其河，是流經尼泊爾與印度的跨界河流，為默哈嫩達河的支流。
梅吉河發源於尼泊爾的摩诃婆罗多山脉。它流經尼泊爾東南部，成為尼泊爾與印度的界河，隨後流入印度比哈爾邦，最終在基商甘傑縣注入默哈嫩達河。